# Fritz Fuglsang
Fritz Sophus Clausen Fuglsang (* 15. Februar 1897 in Hadersleben, Provinz Schleswig-Holstein; † 16. Mai 1961 in Bethel, begraben in Hadersleben) war ein deutsch-dänischer Kunsthistoriker und Museumsdirektor.

## Leben und Wirken
Fritz Fuglsang war als Mitglied der Familie Fuglsang ein Sohn des Haderslebener Brauers Christian Fuglsang und dessen Ehefrau Maria, geborene Stoecker. Sein Bruder Hans Fuglsang war ein bekannter Maler und Radierer.
Fuglsang erkrankte in früher Kindheit an Gelenkrheumatismus, der zu einer schweren Herzerkrankung führte, die ihm lebenslang Probleme bereitete. Er besuchte das Gymnasium Johanneum in Hadersleben und verließ dieses im Februar 1917 mit dem Kriegsabitur. Danach diente er als Soldat im Feldartillerie-Regiment in Itzehoe. Wegen seiner Erkrankungen musste er nicht im Krieg kämpfen. Nach der Soldatenzeit arbeitete er kurzzeitig im väterlichen Kontor. 1919 begann er ein Studium der Kunstgeschichte, klassischen Archäologie und Literaturgeschichte in Freiburg im Breisgau. 1921/22 wechselte er für zwei Semester nach München. So hörte er bei Ludwig Curtius, Karl Künstle und Heinrich Wölfflin.
1925 promovierte Fuglsang bei Hans Jantzen mit „Studien über die Werke der Holzskulptur des 13. Jahrhunderts in Nord-Schleswig“. Von 1925 bis 1927 arbeitete er als Museumsassistent im Kieler Thaulow-Museum unter der Leitung von Ernst Sauermann. Am 1. April 1927 übernahm er als Nachfolger Sauermanns und Walter Heinrich Dammanns den Posten des Direktors des Flensburger Kunstgewerbemuseums. Am 5. Mai 1928 heiratete Fuglsang in Mülheim an der Ruhr Dorothea („Thea“) Anna Maria König (* 10. Oktober 1907 in Lüdenscheid), mit der er zwei Söhne hatte.
Das Flensburger Museum hatte als reines Museum für Kunstgewerbe begonnen. Sauermann und Damman hatten damit angefangen, es zu einem Museum für Kunst- und Kulturgeschichte umzugestalten. Fuglsang vollendete dieses Vorhaben. Er erweiterte den Schwerpunkt der Sammlung um Malerei und Graphiken von Künstlern des 19. und 20. Jahrhunderts, die aus Schleswig-Holstein, insbesondere Schleswig, stammten. 1929 gründete er den Flensburger Kunstverein, mit dem er neue Interessierte erreichte.
Fuglsang bemühte sich, aus der bestehenden Vorbildersammlung für das regionale Handwerk ein überregionales Museum für ein breites Publikum zu gestalten. Er bot viele Führen, Ausstellungseröffnung und Vorträge an, mit denen er versuchte, mehr Kunstkenner zu schaffen. Er galt als sehr guter Redner, der witzig und ironisch auf vollkommen verschiedene Zuhörergruppen eingehen konnte. Er versuchte auch, die Räumlichkeiten des Museums zu vergrößern, scheiterte damit jedoch. Während der Zeit des Nationalsozialismus konnte er das Museum vor größeren Eingriffen des Staates bewahren.
Fuglsang stand der modernen Kunst eher konservativ gegenüber. Daher löste er mit seinen Ankäufen und Ausstellungen keine Konflikte mit der Kulturpolitik der Regierenden aus. Dem offiziellen Kunstgeschmack der Nationalsozialisten näherte er sich aber nur soweit unbedingt nötig an.
Als Kunsthistoriker arbeitete Fuglsang lebenslang weiter im Themengebiet seiner Dissertation. Er wollte eine Gesamtdarstellung der mittelalterlichen Plastik im Herzogtum Schleswig schaffen, die er aber nicht realisierte. Stattdessen publizierte er viele Einzelberichte. 1953 richtete er zum 50-jährigen Jubiläum des Museums eine umfangreiche Sonderausstellung hierzu aus. Er schrieb mehr als dreißig Jahre an einer umfassenden Monographie über Melchior Lorck, die er aber nicht fertigstellte.
Von 1928 bis 1937 engagierte sich Fuglsang als Schriftführer der „Gesellschaft für Flensburger Stadtgeschichte“, deren Gründung er initiiert hatte. Im Bereich denkmalwürdiger Bauten konnte er Baumaßnahmen entscheidend beeinflussen. Dies tat er anfangs in der sogenannten „Kunstkommission“, ab 1933 in direkter Kooperation mit dem Oberbürgermeister. 1959 veröffentlichte er das Buch „Flensburg. Kunst und Geschichte“, das noch in den 1990er Jahren als Standardwerk galt.
Fuglsang pflegte Kontakte mit vielen Künstlern, mit denen er häufig befreundet war und für die er Gedächtnisausstellungen veranstaltete. Dazu gehörten 1943 Hans Peter Feddersen, 1949 Ludwig Dettmann, 1950 Otto Heinrich Engel, 1951 Alexander Eckener oder 1957 Käte Lassen. Fuglsang bemühte sich immer, die zeitgenössische Entwicklung in Kunst und Kultur Schleswig-Holsteins mit überregionalen Strömungen und Zielen zu verknüpfen, damit diese nicht länger provinziell wirkte. Aufgrund knapper finanzieller Ressourcen war er dabei oft limitiert. Er konnte zumindest einen Austausch mit dem kulturellen Leben Hamburgs herstellen. So pflegte er Freundschaften mit den dortigen Künstlern Otto Thämer, Alexander Friedrich und Tom Hops.
Fuglsang war eine der wichtigsten Persönlichkeiten des Kulturgeschehens im Grenzgebiet zu Dänemark. Als gebürtiger Haderslebener beherrschte er die deutsche und plattdänische Sprache und kannte seit seiner Kindheit die dänische Kultur, das deutsch-dänische Zusammenleben und Konflikte. Nachdem Nordschleswig 1920 an Dänemark gegangen war, wählte er gemäß den politischen Absichten der deutschen Einwohner Nordschleswigs die dänische Staatsbürgerschaft. Sein Lebenswerk ist komplett nur mit dem Wissen zu verstehen, dass er die jahrhundertelangen Wechselwirkungen zwischen Deutschen und Dänen immer bedachte. 1931 erhielt er den Rat, die deutsche Staatsbürgerschaft anzunehmen. Aufgrund persönlicher, politischer und amtlicher Erwägungen vollzog er diesen Schritt nicht. Außerdem wollte er die engen Beziehungen zu seiner Familie in Nordschleswig aufrechterhalten und weiterhin ohne Probleme nördlich der Grenze sammeln zu können.
Fuglsang hatte einen nachhaltigen Einfluss auf das Museum in Flensburg. Seine Nachfolger mussten die von ihm geschaffene Konzeption der Ausstellung verbindlich übernehmen. Die von ihm nach einer während des Zweiten Weltkriegs erfolgten Auslagerung geschaffene Zusammenstellung bestand über Jahrzehnte nahezu unverändert fort.

## Schriften (Auswahl)
- Das Plakat im Kampf um die Nordmark. In: Das Plakat, Jg. 11 (1920), Heft 5, S. 241–244 (Digitalisat).
- Die Kreuzgruppe zu Halk in Nordschleswig. In: Schleswig-Holsteinisches Jahrbuch (1924), S. 105–108.
- Eine Gruppe schleswigscher Holzskulpturen des 13. Jahrhunderts. In: Direktion des Kunstgewerbemuseums der Stadt Flensburg (Hrsg.): Festschrift aus Anlaß des 25jährigen Eröffnungstages des Museumsgebäudes am 19. August 1928. Verlag des Kunstgewerbemuseums der Stadt Flensburg, Flensburg 1928, S. 17–43.
- Ein dänisches Memento-mori aus Nordschleswig! In: Die Heimat. Monatsschrift des Vereins zur Pflege der Natur- und Landeskunde in Nordelbingen. Bd. 43 (1933), Nr. 10, Oktober 1933, S. 245–251 (Digitalisat).